# Michiel van Huysum
Michiel van Huysum, o Huijsum (Amsterdam, 18 novembre 1703 (battezzato) – Amsterdam, 28 novembre 1777), è stato un pittore olandese.

## Biografia
Figlio di Justus van Huysum I, probabilmente apprese dal fratello Jan l'arte della pittura.
Dipinse paesaggi arcadici e acquerelli con nature morte di fiori e frutta. Solo sette suoi dipinti ad olio sono conosciuti, ma un gran numero di acquerelli sono giunti fino a noi, in gran parte descritti come copie di opere del fratello Jan.
Eseguì decorazioni nel castello di Modave, in particolare dipinse fiori e paesaggi su pannelli di rivestimento di uno studio nell'ala nord ovest.

## Opere
- Studio di un grappolo d'uva nera, acquerello di elevata finitura, 31,12 x 20,32 cm, firmato M.V.Huysum[4]